# Monte Pecoraro e Pizzo Cirina
Monte Pecoraro e Pizzo Cirina este o arie protejată (arie de protecție specială avifaunistică — SPA) din Italia întinsă pe o suprafață de 8.603 ha, integral pe uscat.

## Localizare
Centrul sitului Monte Pecoraro e Pizzo Cirina este situat la coordonatele 38°07′21″N 13°08′27″E / 38.122414°N 13.140889°E.

## Înființare
Situl Monte Pecoraro e Pizzo Cirina a fost declarat arie de protecție specială avifaunistică în iunie 2005 pentru a proteja 2 specii de plante și 20 de specii de animale.

## Biodiversitate
Situată în ecoregiunea mediteraneană, aria protejată conține 11 habitate naturale: Peșteri inaccesibile publicului, Faleze cu vegetație de Limonium spp. endemic de pe coastele mediteraneene, Tufărișuri termo-mediteraneene și de pre-deșert, Pante stâncoase calcaroase cu vegetație casmofită, Păduri de Quercus suber, Grohotișuri termofile și vest-mediteraneene, Pseudostepă cu ierburi și specii anuale de Thero-Brachypodietea, Iazuri temporare mediteraneene, Recifuri, Galerii de Salix alba și de Populus alba, Păduri de Quercus ilex și Quercus rotundifolia.
La baza desemnării sitului se află mai multe specii protejate:
- plante (2): Dianthus rupicola, Ophrys lunulata
- păsări (19): Alectoris graeca whitakeri, fâsă-de-câmp (Anthus campestris), acvilă de munte (Aquila chrysaetos), Aquila fasciata, ciocârlie-cu-degete-scurte (Calandrella brachydactyla), barză albă (Ciconia ciconia), prepeliță (Coturnix coturnix), Eudromias morinellus, șoim călător (Falco peregrinus), vânturel de seară (Falco vespertinus), rândunică (Hirundo rustica), sfrâncioc cu cap roșu (Lanius senator), prigoare (Merops apiaster), gaia neagră (Milvus migrans), mierlă de piatră (Monticola saxatilis), vultur egiptean (Neophron percnopterus), ciuf-pitic (Otus scops), viespar (Pernis apivorus), Pyrrhocorax pyrrhocorax
- reptile (1): țestoasă bănățeană (Testudo hermanni)

Pe lângă speciile protejate, pe teritoriul sitului au mai fost identificate 84 de specii de plante, 3 specii de amfibieni, 4 specii de mamifere, 1 specie de nevertebrate, 4 specii de reptile.